# Can Mainou (Santa Pau)
Can Mainou és una obra de Santa Pau (Garrotxa) inclosa a l'Inventari del Patrimoni Arquitectònic de Catalunya.

## Descripció
Can Mainou està situat ran de la carretera comarcal Gi-524 d'Olot a Banyoles per Santa Pau i Mieres. Casal de planta baixa i dos pisos. Construït amb carreus molt ben tallats en angles i finestres. La façana més destacable és la sud, on en el pis superior s'obren tres esveltes arcades. La planta baixa és destinada a quadres i corral, mentre que els dos pisos superiors estaven destinats a l'habitació. Conserva dues grans pallisses annexes a la casa.

## Història
Els orígens de Can Mainou són remots, possiblement es remunten a l'època baronial. La primera notícia històrica de la vall de Sallent la trobem al diploma que Lluís el Tartamut, rei de França (any 880), va estendre en ple concili de Troies a favor del monestir de Banyoles i de l'abat. Després, la possessió és confirmada amb els delmes, primícies i oblacions dels fidels, pels papes Benet VIII (1017), Urbà (1097) i Alexandre (1175).